# ایکاوا، آکیتا
ایکاوا، آکیتا (به لاتین: Ikawa, Akita) یک منطقهٔ مسکونی در ژاپن است که در استان آکیتا واقع شده‌است. ایکاوا ۴۷٫۹۵ کیلومترمربع مساحت و ۵٬۱۹۸ نفر جمعیت دارد.